# Uranophora broadwayi
Uranophora broadwayi là một loài bướm đêm thuộc phân họ Arctiinae, họ Erebidae.